# Eva Johansson skådespelare
Eva Johansson är en svensk skådespelare och manusförfattare. 
1. ↑  ”Eva Johansson - SFdb”. 27 november 1977. https://www.svenskfilmdatabas.se/sv/item/?type=person&itemid=389488.

1. ↑  ”Eva Johansson” (på engelska). MUBI. https://mubi.com/en/cast/eva-johansson.
2. ↑  ”Eva Johansson | Actress, Writer” (på amerikansk engelska). IMDb. https://www.imdb.com/name/nm2820827/.